# Fray Bartolomé de las Casas
Fray Bartolomé de las Casas – miasto w środkowej Gwatemali, w departamencie Alta Verapaz, leżące w odległości 108 km na północny wschód od stolicy departamentu, nad rzeką Río Sebol. Miasto jest siedzibą gminy o tej samej nazwie, która w 2012 roku liczyła 64 369 mieszkańców. Gmina zajmuje powierzchnię 1229 km². Nazwa miastu została nadana dla uczczenia dominikanina, prawnika, kronikarza i obrońcy Indian Bartolomé de Las Casas.